# اوفوتفیورد
اوفوتفیورد (به لاتین: Ofotfjord) یک آبدره در نروژ است که در Tjeldsund واقع شده‌است.

## نگارخانه

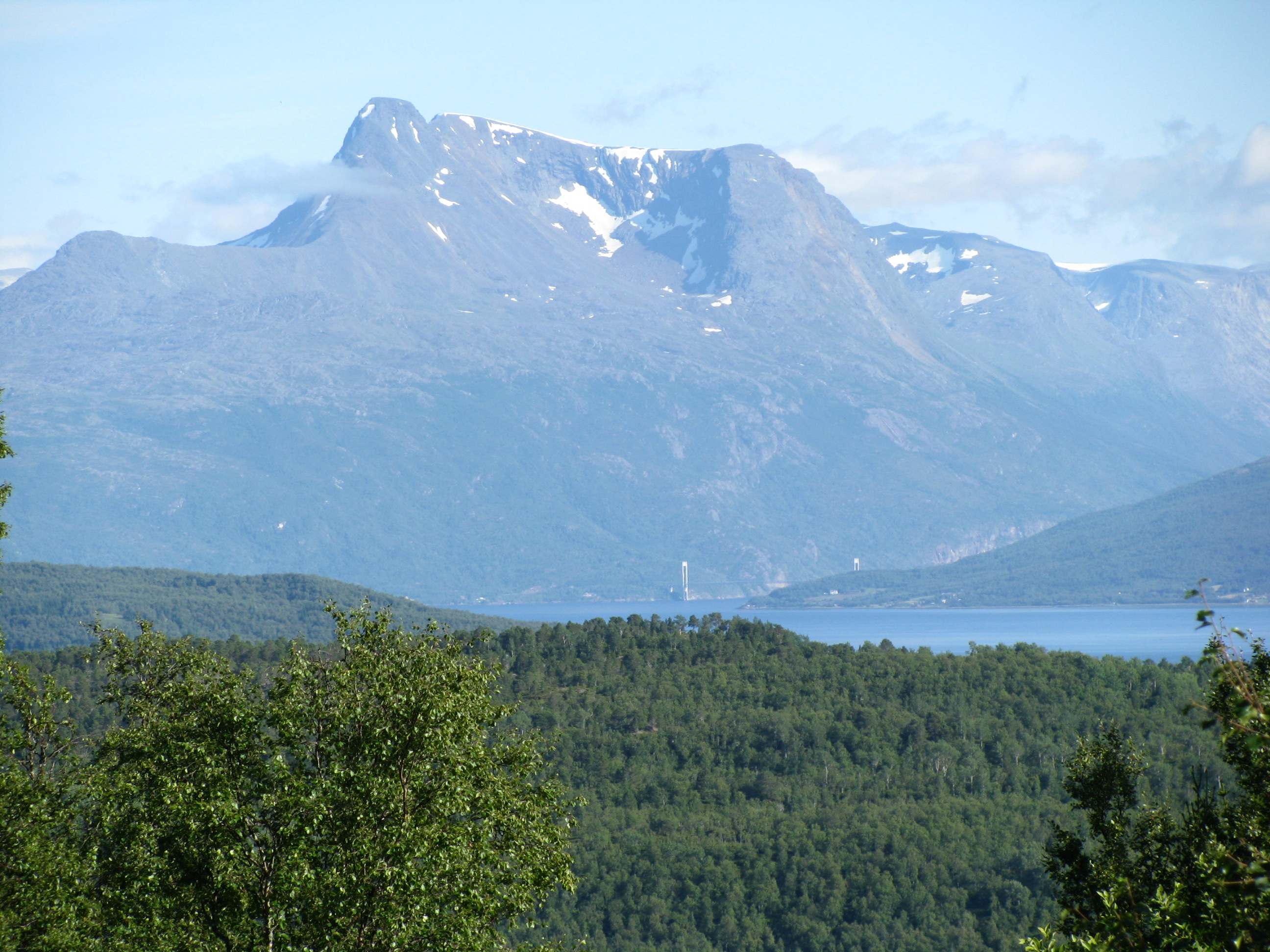
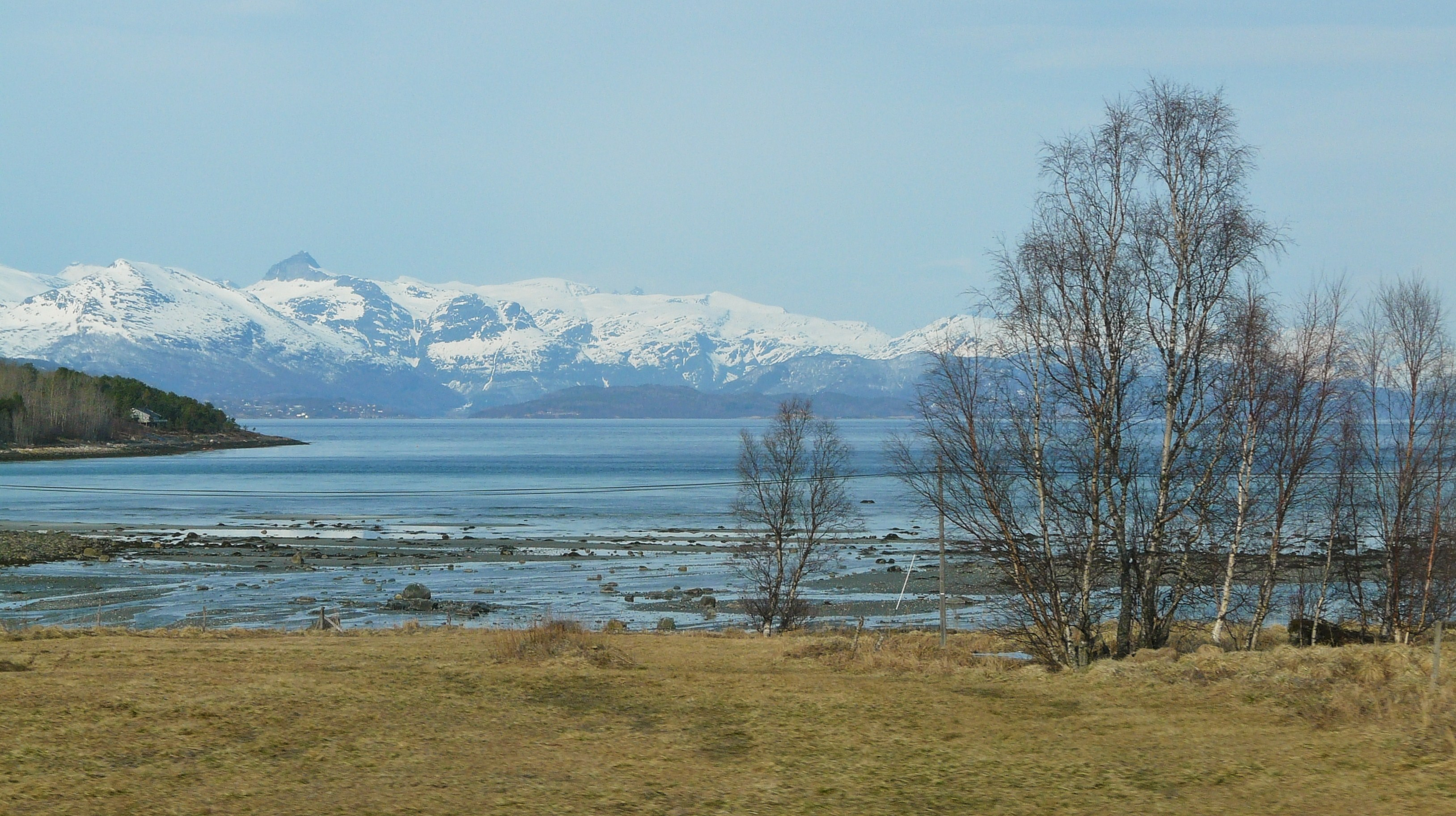